# Campeonato Mundial de Atletismo Sub-20 de 2018 - Marcha atlética 10000 m feminina
A prova da marcha atlética 10 km feminino do Campeonato Mundial de Atletismo Sub-20 de 2018 ocorreu no dia 14 de julho no Estádio de Tampere em Tampere, na Finlândia. 

## Recordes
Antes desta competição, os recordes mundiais e do campeonato nesta prova eram os seguintes:
|     | Nome             | Nacionalidade | Tempo    | Local  | Data                |
| --- | ---------------- | ------------- | -------- | ------ | ------------------- |
| WJR | Anežka Drahotová | Chéquia       | 42:47.25 | Eugene | 23 de julho de 2014 |
| CR  | Anežka Drahotová | Chéquia       | 42:47.25 | Eugene | 23 de julho de 2014 |
| WJL | Li Ma            | China         | 45:20.59 | Gifu   | 7 de junho de 2018  |

## Medalhistas
| Ouro                  | Prata               | Bronze               |
| Alegna González (MEX) | Meryem Bekmez (TUR) | Glenda Morejón (ECU) |

## Cronograma
Todos os horários são locais (UTC+2).
| Data        | Hora  | Evento |
| ----------- | ----- | ------ |
| 14 de julho | 09:35 | Final  |

## Resultado final
A prova foi realizada no dia 14 de julho às 09:35. 
| Posição           | Atleta                  | Nacionalidade  | Tempo    | Notas                |
| ----------------- | ----------------------- | -------------- | -------- | -------------------- |
| Medalha de ouro   | Alegna González         | México         | 44:13.88 | WJL                  |
| Medalha de prata  | Meryem Bekmez           | Turquia        | 44:17.69 | NJR                  |
| Medalha de bronze | Glenda Morejón          | Equador        | 44:19.40 | SJA                  |
| 4                 | Nanako Fujii            | Japão          | 45:08.68 | Recorde pessoal      |
| 5                 | Katie Hayward           | Austrália      | 45:10.42 | Recorde pessoal      |
| 6                 | Yuxia Shi               | China          | 45:21.39 |                      |
| 7                 | Rachelle De Orbeta      | Porto Rico     | 45:23.05 | NJR                  |
| 8                 | Ayşe Tekdal             | Turquia        | 45:49.43 | Recorde pessoal      |
| 9                 | Noelia Vargas           | Costa Rica     | 45:51.58 | NJR                  |
| 10                | Taylor Ewert            | Estados Unidos | 45:57.81 | NJR                  |
| 11                | Yajing Liu              | China          | 46:45.47 |                      |
| 12                | Mary Luz Andia          | Peru           | 46:49.59 | Recorde pessoal      |
| 13                | Paula Milena Torres     | Equador        | 47:53.17 | Recorde pessoal      |
| 14                | Orla O'Connor           | Irlanda        | 47:55.40 | NJR                  |
| 15                | Julia Richter           | Alemanha       | 48:12.39 | Recorde pessoal      |
| 16                | Laura Cristina Chalarcá | Colômbia       | 48:16.19 | Recorde pessoal      |
| 17                | Antia Chamosa           | Espanha        | 48:34.50 | Recorde pessoal      |
| 18                | Emily Villafuerte       | Peru           | 48:46.67 | Recorde pessoal      |
| 19                | Inês Reis               | Portugal       | 48:51.51 |                      |
| 20                | Mayra Karen Quispe      | Bolívia        | 49:00.66 | Recorde pessoal      |
| 21                | Rihem Bouzid            | Tunísia        | 49:22.95 | Recorde pessoal      |
| 22                | Anniina Kivimäki        | Finlândia      | 49:27.78 | Recorde pessoal      |
| 23                | Maria Bernardo          | Portugal       | 49:32.13 |                      |
| 24                | Hana Burzalová          | Eslováquia     | 49:57.70 | Recorde pessoal      |
| 25                | Marina Peña             | Espanha        | 50:06.73 | Recorde da temporada |
| 26                | Mare Betwe              | Etiópia        | 50:42.52 |                      |
| 27                | Yasury Palacios         | Guatemala      | 51:00.65 |                      |
| 28                | Ema Hačundová           | Eslováquia     | 51:50.84 |                      |
| 29                | Austėja Kavaliauskaitė  | Lituânia       | 52:31.06 | Recorde pessoal      |
| 30                | Maidy Monge             | Guatemala      | 52:38.37 |                      |
| 31                | Yekaterina Shlykova     | Cazaquistão    | 53:03.47 |                      |
| 32                | Niamh O’Connor          | Irlanda        | 53:25.90 | Recorde pessoal      |
| 33                | Souad Azzi              | Argélia        | 54:14.57 |                      |
|                   | Lauren Harris           | Estados Unidos | DNF      |                      |

Legenda
| Recorde mundial       | Recorde mundial (World record)               |                       | Recorde africano                      | Recorde africano (African) |                                           | Q | Classificado por posição (Qualified) |
| Recorde do campeonato | Recorde do campeonato (Championship record)  | Recorde da América    | Recorde da América (Americas)         | q                          | Classificado por melhor tempo (Qualified) |   |                                      |
| Melhor marca do ano   | Melhor marca do ano (World leading)          | Recorde asiático      | Recorde asiático (Asian)              | DNS                        | Não largou (Did not start)                |   |                                      |
| Recorde nacional      | Recorde nacional (National record)           | Recorde europeu       | Recorde europeu (European)            | DNF                        | Não terminou (Did not finish)             |   |                                      |
| Recorde pessoal       | Recorde pessoal do atleta (Personal best)    | Recorde da Oceania    | Recorde da Oceania (Oceania)          | DSQ / DQ                   | Desclassificado (Disqualified)            |   |                                      |
| Recorde da temporada  | Recorde da temporada do atleta (Season best) | Recorde sul-americano | Recorde sul-americano (South America) | NM                         | Sem marca (No mark)                       |   |                                      |